# 액체 근대
액체 근대(영어: Liquid Modernity)는 후기 근대성의 성격을 분석한 지그문트 바우만의 책이다. 포스트모더니즘의 수작 가운데 하나로 평가받는다.

## 배경
포스트모더니즘은 모더니즘의 기획과 체계가 더 이상 원래대로 작동하지 않는다는 생각을 바탕으로 한다. 애초에 여러 장르의 예술에서 모더니즘 양식을 비판하고 그것을 해체, 재구성하려는 시도로 출발하였다. 이러한 비판은 근대성을 어떻게 평가하는 가와 맞물려 다양한 의견을 쏟아내었다. 1990년대 소련을 비롯한 공산주의 국가가 몰락하면서 그 동안 자본주의를 비판하던 사람들은 하나의 대안으로 여겨졌던 마르크스주의를 새롭게 비판적인 시선으로 바라보게 되었고 포스트모더니즘은 하나의 대안으로 여겨져 널리 전파되기 시작하였다. 포스트모더니즘은 마르크스주의를 비롯한 좌파의 여러 이론들마저 자본주의와 다를 것 없이 근대적 기획에 기여한다며 그 가장큰 공통점으로 구조주의, 획일성, 목적론과 같은 특징을 들었다. 이러한 비판을 바탕으로 포스트구조주의와 같은 생각들은 구조의 해체, 다양성, 탈목적론과 같은 주장을 하게 되었다. 달리 말하면 포스트모더니즘은 모더니즘 시대의 아방가르드마저도 시스템의 유지에 복무한다고 비판하면서 그로말미암아 애초에 갖고 있던 전위성마저 상실하게 된다고 본다. 슬라보예 지젝은 아방가르드 예술이 "이해할 수 없는 어떤 것"으로 받아들여 지는 현상 자체가 이미 아방가르드의 의미를 상실했다고 비판한다.
근대성에 대한 비판은 역으로 근대성이란 무엇인지를 반문하게 하였고 지그문트 바우만은 전통적인 근대성을 딱딱한 고체로 현대의 근대성을 흐르는 액체로 비유하면서 현대를 후기 근대성의 시기로 파악한다. 액체성은 그의 학문 후반기의 핵심 주제였다. 또한 다른 포스트모더니즘 사상가들이 종종 포스트(post)를 벗어남을 뜻하는 탈(脫)로 읽는다면 바우만의 액체 근대는 연속적이나 질적 변화를 일으킨 후기 근대를 의미한다고 할 수 있다. 바우만은 현대의 특징으로 전통적인 대립 관계가 붕괴되어 서로 섞여 흐르는 것을 들었다.

## 유동성
차를 가져라, 그러면 여행할 수 있다— 《액체 근대》

지그문트 바우만이 액체 근대라는 개념을 내세운 까닭은 20세기 말에서 21세기 초에 걸친 포스트모더니즘 논의가 너무나도 다양한 의미를 포괄하고 있어 오히려 실제를 알기 어렵게 하고 있다고 생각했기 때문이다. 그는 연속적이고 유동적인 유체의 특징으로 후기 근대성을 설명하고자 한다. 바우만은 "우리는 대개 연속적이고 유동적인 '되기'(becoming)를 갈구하지만 그렇게 '되는 것'은 결코 도달할 수 없다."고 말한 바 있다. 이러한 유동성은 전통적인 근대의 견고한 체제를 녹여낸다. 노동과 자본, 생산자와 소비자와 같은 개념들은 더 이상 각자가 명확히 구분되는 견고한 강체가 아니라 모호하고 개인화된 네트워크상의 개념이 되어간다. 그렇다고 이러한 유동성과 개인화가 고체 근대의 억압을 해결했다고 말할 수는 없다. 오히려 모든 욕망을 소비로 집중시키고 파편화 하여 양극화를 심화시킨다. 합리성이 사라진 자리에 소비만이 남아 있게 되는 것이다.

## 시공간과 사회의 변화
액체 근대에서 시공간은 더 이상 절대적이지 않다. 네트워크의 발달은 결국 전세계를 실시간으로 연결시켰고 공간의 제약 역시 사람들의 삶에서 영향력이 줄어들었다. 전통적인 근대에서 멀다는 오래걸린다와 가깝다는 곧과 한 쌍이 되어 묶였다면 현대에서 공간의 멀고 가까움은 시간의 짧고 김과 더 이상 함께 엮이지 않는다. :178 사람들은 파편화된 개인으로서 살아가지만 소셜미디어의 발달과 함께 24시간 언제나 온라인 상태이다. 이러한 네트워킹은 삶의 양식을 바꾸어버렸다. 바우만은 "결국 외로움으로부터 멀리 도망쳐나가는 바로 그 길 위에서 당신은 고독을 누릴 수 있는 기회를 놓쳐버린다."고 이러한 세태를 비판하였다.

## 실천
바우만의 액체 근대에 대한 인식은 세계화에 따른 빈곤과 양극화에 대한 비판으로 이어진다. 바우만은 “유동적 현대의 삶에서 영원한 연결은 존재하지 않는다. 연결된다고 해도 환경 변화에 따라 쉽게 풀려나기 위해 느슨하게 묶여야 한다”고 생각했고 다양한 분야에서 세계화에 저항해야 한다고 주장했다. 대한민국과 관련하여도 쌍용자동차 노사 분규에 대해서도 노동자를 지지하는 발언을 하였다.